# Kozłowicze (rejon brzeski)
Kozłowicze (biał. Казловічы, Kazłowiczy; ros. Козловичи, Kozłowiczi) – wieś na Białorusi, w obwodzie brzeskim, w rejonie brzeskim, w sielsowiecie Czernawczyce.
Znajduje się tu cmentarz prawosławny z kaplicą pw. Ikony Matki Bożej „W Żałobie i Smutku Pocieszenie”, administrowany przez parafię w Terebuniu.